# Katrina Hibbert
Katrina Jane Hibbert (Melbourne, 29 settembre 1977) è un'ex cestista australiana, professionista nella WNBA.

## Carriera
È stata selezionata dalle Seattle Storm al quarto giro del Draft WNBA 2000 (57ª scelta assoluta).
Con l'Australia ha disputato i Campionati oceaniani del 2005.